# البنك العقاري المصري العربي
البنك العقاري المصري العربي بنك مصري، يعد واحد من أقدم البنوك في مصر، تأسس عام 1880 تحت اسم البنك العقاري المصري واشترك في تأسيسه موسى قطاوي وروفائيل سوارس وروبير رولو، وقد كان رأسمال البنك عند تأسيسه 40 مليون فرنك فرنسي، وصل إلى 8 ملايين جنيه عام 1942 ، وفي عام 1999 تم تغيير اسمه وأصبح البنك العقاري المصري العربي حاليا.

## تاريخه
أصدر الخديوي توفيق قراراً خديوياً بتاريخ 15 فبراير/ شباط عام 1880 يتضمن تأسيس شركة مساهمة باسم البنك العقاري المصري حيث بدأ البنك أعماله بالمساهمة في تطوير القطاع الزراعي من خلال تقديم قروض لاصحاب الأراضي الزراعية
إستمرالبنك في أدائه على الرغم من الأوقات العصيبة التي مرت بها مصر والمنطقة ومواجهة الواجبات الملقاة على عاتقه بدون إبطاء مما استحق عليه حسن السمعة وبُعد الصيت
أصدرت جامعة الدول العربية قرارا خلال دورتها الثالثة التي إنعقدت في مارس/إذار 1946 بتأسيس البنك العقاري العربي وفق المرسوم الملكي المصري تحت اسم الشركة العقارية العربية وقد حدد المرسوم أغراض الشركة بأن تؤسس في فلسطين لدعم الفلسطينيين على أرضهم وإقراضهم لشراء مستلزمات الزراعة وإستصلاح الأراضي
سجلت الشركة في 1/9/1947 شركة مساهمة مصرية مركزها الرئيسي بالقاهرة. وقد واكب ذلك تسجيلها في فلسطين إلا ان التطورات التي شهدتها الأراضي الفلسطينية عام 1948 حالت دون تمكن الشركة من مباشرة نشاطها وعقب إستمرار الأوضاع في عام 1951 أعيد تسجيلها لدى السلطات الأردنية للعمل في ضفتي المملكة الأردنية الهاشمية آنذاك.
رُخصت الشركة بعد تغير إسمها إلى البنك العقاري العربي بموجب المرسوم الجمهوري المصري الصادر في 17/6/1954
في تاريخ 13/6/1999 وبقرار من مجلس الوزراء المصري دمج البنك العقاري المصري في البنك العقاري العربي وبذلك تم تشكيل أكبر وأعرق قوة مصرفية في مصر متخصصة في مجال العقارات والإستثمار العقاري ومزاولة كافة الأنشطة التجارية كبنك تجاري شامل في الأردن وفلسطين حيث بلغ إجمالي موجودات البنك بعد الإندماج أكثر من 11 مليار جنية مصري (حوالي 3.2 مليار دولار). وهكذا يواصل هذا الصرح المصرفي العربي في عطاءه المستمر لخدمة الاقتصاد العربي ومواكبة التطور في الصناعة المصرفية وذلك من خلال فروعه الخمسون المنتشرة في كل من جمهورية مصر العربية (28) والمملكة الأردنية الهاشمية (14) وفلسطين (8) إضافة إلى مراسلي البنك في مختلف أنحاء العالم.
في تاريخ 16/11/1999 اجتمعت الجمعية العمومية للبنك العقاري العربي وتقرر تغير اسم البنك العقاري العربي ليصبح (للبنك العقاري المصري العربي) إعتبارا من 1/1/ 2000. وبهذا يعتبر البنك العقاري المصري العربي الآن البنك الأول في العالم العربي من حيث العراقة وأقدمية التأسيس.

## فروعه
للبنك فروع تصل في مجملها إلى 50 فرعاً موزعة ما بين مصر والأردن وفلسطين بالإضافة إلى شبكة من المراسلين في كافة أنحاء العالم، وتبلغ محفظة البنك نحو 14 مليار جنيه مصري (2.6 مليار دولار أمريكي).